# تنه عصبی
تنه عصبی یا مجرای عصبی (به انگلیسی: Nerve tract) مجموعه‌ای از الیاف عصبی (آکسون‌ها) است که هسته‌ها را در دستگاه عصبی مرکزی به یکدیگر متصل می‌کند.